# Santiago de Quito
Santiago de Quito ist eine Ortschaft und eine Parroquia rural („ländliches Kirchspiel“) im Kanton Colta der ecuadorianischen Provinz Chimborazo. Verwaltungssitz ist San Antonio de Quito. Die Parroquia besitzt eine Fläche von 55,46 km². Die Einwohnerzahl lag im Jahr 2010 bei 5668.

## Lage
Die Parroquia Santiago de Quito liegt im Anden-Hochtal südzentral in Ecuador. Die Fernstraße E35 (Alausí–Ambato) verläuft entlang der westlichen Verwaltungsgrenze. Im Nordwesten der Parroquia befindet sich der See Laguna Colta. Der etwa 3010 m hoch gelegene Hauptort befindet sich 5,5 km südsüdöstlich des Kantonshauptortes Villa La Unión am Südostufer des Sees Laguna Colta. 
Die Parroquia Santiago de Quito grenzt im Nordosten und im Osten an die Parroquias Cacha und Punín (beide im Kanton Riobamba), im Südosten und im Süden an die Parroquia Columbe sowie im Westen und im Norden an die Parroquias urbanas Sicalpa und Cajabamba (beide bilden gemeinsam das Municipio Villa La Unión).

## Orte und Siedlungen
In der Parroquia Santiago de Quito gibt es neben dem Hauptort, der aus 4 Barrios besteht, noch 26 Comunidades. Die größten Comunidades sind Castug Alto und Lupaxi Grande.

## Geschichte
Die Parroquia Santiago de Quito wurde am 2. Juli 1982 gegründet.